# Fairey Flycatcher
«Флайкэтчер» (англ. Flycatcher — «мухоловка») — британский палубный истребитель 1920-х годов. Разработан под руководством конструктора Ф. Данкансона фирмой Fairey Aviation Company в 1922 году по заданию 6/22 британского военного министерства на специализированный палубный самолёт. Серийно производился с 1923 по 1930 год. Всего, в двух версиях — палубного самолёта и гидросамолёта для операций с оснащённых катапультами кораблей, было произведено 193 серийных самолёта, а также 3 прототипа. Самолёт заслужил высокие оценки лётчиков за отличную маневренность и оставался основным истребителем Британской морской авиации до замены более современными самолётами и снятия с вооружения в 1935 году.

## Тактико-технические характеристики

### Технические характеристики
- Экипаж: 1 пилот
- Длина: 7,02 м
- Размах крыла: 8,85 м
- Высота: 3,66 м
- Площадь крыла: 26,79 м²
- Масса пустого: 954 кг
- Масса снаряжённого: 1 349 кг
- Двигатель: 1 × радиальный 14-цилиндровый Armstrong Siddeley Jaguar III или IV
- Мощность: 400 л.с.

### Лётные характеристики
- Максимальная скорость: 215 км/ч на 1 500 м
- Крейсерская скорость: 177 км/ч
- Нагрузка на крыло: 50,27 кг/м²
- Практическая дальность: 500 км
- Практический потолок: 5 800 м
- Время набора высоты: 1 500 м за 5мин. 55 с.

### Вооружение
- 2 × 7,7-мм синхронизированных пулемёта «Виккерс» по бортам фюзеляжа
- 4 × 9-кг бомбы на подкрыльевых подвесках